# MSV Graf Schwerin Greifswald
MSV Graf Schwerin Greifswald was een Duitse voetbalclub uit de Voor-Pommerse stad Greifswald.

## Geschiedenis
De club werd in 1930 opgericht en recretureerde zijn spelers voornamelijk uit de legerkazerne van Greifswald. Aanvankelijk speelde de club enkel vriendschappelijke wedstrijden maar nam ook al snel deel aan de Bezirksliga Vorpommern. Bij de invoering van de Gauliga Pommern als hoogste klasse in 1933 kwalificeerde de club zich niet. In 1936 miste de club op een haar na de promotie en moest deze aan SC Blücher Gollnow laten. Een jaar later promoveerde de club wel. De club werd laatste en degradeerde meteen weer. In 1941 werd de club ontbonden en verhuisde naar Dievenow om zo Luftwaffen-SV Dievenow te worden, deze club zou nog twee jaar in de Gauliga spelen.